# Wakolda
Wakolda és una pel·lícula argentina estrenada en 2013. Escrita i dirigida per Lucía Puenzo, està basada en la novel·la homònima de la directora i tracta sobre la història d'una família argentina que, en l'estiu de 1960, coneix en el seu camí a Bariloche a un foraster alemany que acaba albergant-se en la seva hostatgeria i que no és un altre que Josef Mengele. Aquesta pel·lícula va ser escollida per l'Acadèmia de les Arts i les Ciències Cinematogràfiques com a precandidata a "Millor Pel·lícula parlada en idioma estranger" per representar Argentina als premis Oscar.

## Sinopsi
A l'estiu de 1960, un metge alemany (Àlex Brendemühl) coneix a una família argentina a la regió més desolada de la Patagònia, i se suma a ells, en caravana, per la ruta del desert. El viatger no és un altre que Josef Mengele, un dels criminals més grans de la història. Aquesta família reviu en ell totes les obsessions relacionades amb la puresa i la perfecció. Especialment Lilith (Florència Bado), una adolescent amb un cos massa petit per a la seva edat. La fascinació és mútua: en ple despertar sexual, Lilith sent una inquietant atracció per aquest foraster. Desconeixent la veritable identitat de l'alemany, en arribar a Bariloche, Enzo (Diego Peretti) i Eva (Natalia Oreiro) l'accepten com a primer hoste de l'hostatgeria que posseeixen, a la vora del Llac Nahuel Huapi. Encara que l'estrany personatge els genera als amfitrions cert recel, progressivament es veuran seduïts per les seves maneres, la seva distinció, la seva saber científic i les seves ofertes de diners.

## Repartiment
- Natalia Oreiro - Eva
- Diego Peretti - Enzo
- Àlex Brendemühl - Josef Mengele àlies Helmut Gregor
- Elena Roger - Nora Eldoc
- Florencia Bado - Lilith
- Guillermo Pfening - Klaus
- Alan Daicz - Tomás
- Abril Braunstein - Ailín
- Juani Martínez - Otto
- Ana Pauls - Enfermera

## Festivals internacionals
El primer festival en el qual va participar la pel·lícula va ser el 66è Festival Internacional de Cinema de Canes, on va ser exhibida el 21 de maig de 2013 en la secció Un Certain Regard. També va ser exhibida als festivals de cinema de Lima, de Mont-real, de Sant Sebastià i de Bergen (Noruega) entre otros. Entre el 13 i el 20 de setembre de 2013 es va celebrar a la ciutat de San Juan el Segon Festival Internacional Unasur Cinema, on va rebre quatre premis: millor pel·lícula, millor direcció (Lucía Puenzo), millor actriu (Natalia Oreiro) i revelació (Florència Bado).

## Taquilla
A l'Argentina, la seva estrena comercial va ser el 19 de setembre de 2013, quan es va començar a projectar en setanta-tres sales, en trenta-nou d'elles en format de 35 mm, mentre que en les trenta-quatre restants, en digital. En els dos primers dies de projecció la pel·lícula va ser vista per 16.917 espectadors, dels quals 6.131 la van veure el primer dia. El dijous de la seva estrena va quedar quarta, fent que després de diverses dècades quatre pel·lícules argentines fossin les més vistes (darrere de Séptimo, Futbolín i Corazón de León), però després es va interposar la pel·lícula infantil Avions, deixant cinquena a Wakolda, i després quarta a Corazón de León. Wakolda «va tenir una molt bona arrencada amb, 58.991 localitats tallades en 71 pantalles, per a una molt bona mitjana de 843 entrades per còpia. La recaptació en els seus primers quatre dies va ser de 2.029.765» pesos argentins i va superar altres estrenes importants com Nens grans 2, R.I.P.D. i 2 guns. Al final de la seva primera setmana, 77.210 persones van optar per veure-la, deixant excel·lents crítiques de la trama. En la seva segona setmana, per a ser precís el dissabte 28 de setembre, Wakolda, supera els 100.000 espectadors en 83 pantalles, entre dijous, divendres i dissabte de la seva segona setmana la van veure 45.266 espectadors, convertint-se en un dels èxits del cinema Argentí del 2013. Al final de la seva segona setmana va recaptar 106.961 espectadors en 88 sales, amb un increment del 38.38% quedant en la segona posició del top ten, darrere de Bola de Drac Z: La batalla dels déus.

## Premis i nominacions
| Premi                                      | Cerimònia              | Categoria                           | Nominats                       | Resultat   | Ref.          |
| ------------------------------------------ | ---------------------- | ----------------------------------- | ------------------------------ | ---------- | ------------- |
| Premis Cóndor de Plata                     | 11 d'agost de 2014     | Millor Pel·lícula                   | Wakolda                        | Guanyadora | [ 7 ]         |
| Premis Cóndor de Plata                     | 11 d'agost de 2014     | Millor Director                     | Lucía Puenzo                   | Guanyadora | [ 7 ]         |
| Premis Cóndor de Plata                     | 11 d'agost de 2014     | Millor Actor                        | Àlex Brendemühl                | Nominat    | [ 7 ]         |
| Premis Cóndor de Plata                     | 11 d'agost de 2014     | Millor Actriu                       | Natalia Oreiro                 | Guanyadora | [ 7 ]         |
| Premis Cóndor de Plata                     | 11 d'agost de 2014     | Millor Actor de Repartiment         | Guillermo Pfening              | Guanyador  | [ 7 ]         |
| Premis Cóndor de Plata                     | 11 d'agost de 2014     | Millor Actriu de Repartiment        | Elena Roger                    | Nominada   | [ 7 ]         |
| Premis Cóndor de Plata                     | 11 d'agost de 2014     | Millor Guió Adaptat                 | Lucía Puenzo                   | Guanyadora | [ 7 ]         |
| Premis Cóndor de Plata                     | 11 d'agost de 2014     | Revelació Femenina                  | Florència Bado                 | Guanyadora | [ 7 ]         |
| Premis Cóndor de Plata                     | 11 d'agost de 2014     | Millor Fotografia                   | Nicolás Puenzo                 | Guanyador  | [ 7 ]         |
| Premis Cóndor de Plata                     | 11 d'agost de 2014     | Millor Muntatge                     | Hugo Primero                   | Nominat    | [ 7 ]         |
| Premis Cóndor de Plata                     | 11 d'agost de 2014     | Millor Direcció Artística           | Marcelo Chaves                 | Nominat    | [ 7 ]         |
| Premis Cóndor de Plata                     | 11 d'agost de 2014     | Millor Vestuari                     | Beatriz Di Benedetto           | Nominada   | [ 7 ]         |
| Premis Cóndor de Plata                     | 11 d'agost de 2014     | Millor So                           | Fernando Soldevila             | Nominat    | [ 7 ]         |
| Premis Cóndor de Plata                     | 11 d'agost de 2014     | Millor Música Original              | Daniel Tarrab Goldstein Andrés | Nominat    | [ 7 ]         |
| Courmayeur Noir in festival                | 15 de desembre de 2013 | Premio Especial del Jurado          | Wakolda                        | Guanyadora | [ 8 ]         |
| Festival de l'Havana                       | 15 de desembre de 2013 | Premi Especial del Jurat            | Wakolda                        | Guanyadora | [ 9 ]         |
| Festival de l'Havana                       | 15 de desembre de 2013 | Premi Coral de Direcció             | Lucía Puenzo                   | Guanyadora | [ 9 ]         |
| Festival de Cinema de la Unasur            | 20 de setembre de 2013 | Millor Pel·lícula                   | Wakolda                        | Guanyadora | [ 10 ]        |
| Festival de Cinema de la Unasur            | 20 de setembre de 2013 | Millor Direcció                     | Lucía Puenzo                   | Guanyadora | [ 10 ]        |
| Festival de Cinema de la Unasur            | 20 de setembre de 2013 | Millor actriu                       | Natalia Oreiro                 | Guanyadora | [ 10 ]        |
| Festival de Cinema de la Unasur            | 20 de setembre de 2013 | Revelació Femenina                  | Florencia Bado                 | Guanyadora | [ 10 ]        |
| Festival de Cinema Llatí de Tòquio         | 14 d'octubre de 2013   | Millor Guió                         | Lucía Puenzo                   | Guanyadora | [ 11 ]        |
| Festival Internacional de Cinema Fine Arts | 11 d'octubre de 2013   | Millor actor                        | Àlex Brendemühl                | Guanyador  | [ 12 ]        |
| Premis Goya                                | 9 de febrer de 2014    | Millor pel·lícula Iberoamericana    | Wakolda                        | Nominada   | [ 13 ]        |
| Premis José María Forqué                   | 13 de gener de 2014    | Millor Llargmetratge Llatinoamericà | Wakolda                        | Guanyadora | [ 14 ]        |
| Premis Platino                             | 5 d'abril de 2014      | Pel·lícula Iberoamericana de Ficció | Wakolda                        | Nominada   | [ 15 ] [ 16 ] |
| Premis Platino                             | 5 d'abril de 2014      | Coproducció Iberoamericana          | Wakolda                        | Guanyadora | [ 15 ] [ 16 ] |
| Premis Platino                             | 5 d'abril de 2014      | Direcció                            | Lucía Puenzo                   | Nominada   | [ 15 ] [ 16 ] |
| Premis Platino                             | 5 d'abril de 2014      | Interpretació Femenina              | Natalia Oreiro                 | Nominada   | [ 15 ] [ 16 ] |
| Premis Platino                             | 5 d'abril de 2014      | Millor Guió                         | Lucía Puenzo                   | Nominada   |               |
| Premis Sur                                 | 10 de desembre de 2013 | Millor Pel·lícula                   | Wakolda                        | Guanyador  | [ 17 ]        |
| Premis Sur                                 | 10 de desembre de 2013 | Millor Director                     | Lucía Puenzo                   | Guanyador  | [ 17 ]        |
| Premis Sur                                 | 10 de desembre de 2013 | Millor Actor                        | Àlex Brendemühl                | Ganador    | [ 17 ]        |
| Premis Sur                                 | 10 de desembre de 2013 | Millor Actriu                       | Natalia Oreiro                 | Nominada   | [ 17 ]        |
| Premis Sur                                 | 10 de desembre de 2013 | Millor Actor de Repartiment         | Guillermo Pfening              | Guanyador  | [ 17 ]        |
| Premis Sur                                 | 10 de desembre de 2013 | Millor Actriu de Repartiment        | Elena Roger                    | Guanyadora | [ 17 ]        |
| Premis Sur                                 | 10 de desembre de 2013 | Millor Actor Revelació              | Juan Ignacio Martínez          | Nominat    | [ 17 ]        |
| Premis Sur                                 | 10 de desembre de 2013 | Millor Actriu Revelació             | Florencia Bado                 | Guanyadora | [ 17 ]        |
| Premis Sur                                 | 10 de desembre de 2013 | Millor Guió adaptat                 | Lucía Puenzo                   | Nominada   | [ 17 ]        |
| Premis Sur                                 | 10 de desembre de 2013 | Millor Fotografia                   | Nicolás Puenzo                 | Nominat    | [ 17 ]        |
| Premis Sur                                 | 10 de desembre de 2013 | Millor Muntatge                     | Hugo Primer                    | Guanyador  | [ 17 ]        |
| Premis Sur                                 | 10 de desembre de 2013 | Millor Direcció Artística           | Marcelo Chaves                 | Guanyador  | [ 17 ]        |
| Premis Sur                                 | 10 de desembre de 2013 | Millor Vestuari                     | Beatriz Di Benedetto           | Guanyadora | [ 17 ]        |
| Premis Sur                                 | 10 de desembre de 2013 | Millor maquillatge                  | Alberto Moccia                 | Guanyador  | [ 17 ]        |
| Premis Sur                                 | 10 de desembre de 2013 | Millor Música Original              | Daniel Tarrab Andrés Goldstein | Nominat    | [ 17 ]        |
| Premis Sur                                 | 10 de desembre de 2013 | Millor So                           | Fernando Soldevila             | Nominat    | [ 17 ]        |